# Eloeophila dubiosa
Eloeophila dubiosa är en tvåvingeart som först beskrevs av Alexander 1917.  Eloeophila dubiosa ingår i släktet Eloeophila och familjen småharkrankar. Inga underarter finns listade i Catalogue of Life.